# Anna Kanicka
Anna Kanicka (ur. 1986, zm. 2021) – polska projektantka.

## Życiorys
Ukończyła studia na Wydziale Tkaniny i Ubioru Akademii Sztuk Pięknych w Łodzi oraz niemiecką Akademię Sztuk Pięknych w Monachium. Projektowała meble, akcesoria modowe, biżuterie i ilustracje. Swoje prace prezentowała na wielu krajowych i zagranicznych wystawach zarówno zbiorowych jak i indywidualnych. W 2006 została laureatką III nagrody na XIII Międzynarodowym Biennale Plakatu Fotograficznego w Płocku. W 2011 w Konkursie im. Władysława Strzemińskiego – Projekt organizowanym przez Akademię Sztuk Pięknych im. Władysława Strzemińskiego w Łodzi zdobyła Nagrodę Galerii Sztuki w Legnicy oraz Wyróżnienie magazynu Polski Jubiler, zaś w 2014 została laureatką Nagrody Firmy Alfa-Zeta Sp. z o.o., a w 2015 laureatką Nagrody Galerii YES. W 2014 została laureatką Nagrody Dyrektora Muzeum Techniki w Brnie w Czechach. W 2015 została finalistką konkursu New Talents Competittion na DMY Design Festival w Belinie oraz zdobyła II nagrodę na Eco Made Festival w Łodzi. W 2019 została finalistką konkursu Make me! na Lodz Desing Festival.
Zmarła kwietniu 2021 w wyniku raka wątroby typu CCC w finalnym stadium z przerzutami na węzły chłonne.